# Frank Louis
Frank Louis (* 1966 in Hannover) ist ein deutscher Bildhauer und Keramikkünstler. Seit 2006 ist er Professor an der Studienrichtung Plastische Konzeptionen/Keramik an der Universität für künstlerische und industrielle Gestaltung Linz, Österreich. März 2017 bis September 2021 hatte er ebendort auch das Amt des Vizerektors inne.

## Leben und Werk
Bis 1993 studierte er an der Fachhochschule Niederrhein in Krefeld bei  Dieter Crumbiegel im Bereich Produktdesign/Keramik. Nach einer dreijährigen Arbeit als freischaffender Künstler studierte er an von 1996 bis 2001 an der Hochschule für Bildende Künste Braunschweig bei Hartmut Neumann und Heinz-Günter Prager. Sein Werk ist durch Einzelausstellungen und Ausstellungsbeteiligungen international präsent. An der Universität für künstlerische und industrielle Gestaltung Linz führt er im künstlerischen Projektunterricht in experimentelle Keramik sowie in keramische Techniken ein. Im künstlerischen Einzelunterricht lehrt er die „Sprache der Materialien“.

## Auszeichnungen
Louis wurde mehrfach ausgezeichnet, unter anderem erhielt er 1996 den ersten Preis des Richard-Bampi-Preises, den Kunstpreis 2000 des Landkreises Gifhorn, den Preis in der Sparte Bau-, Skulptur- und Konzeptionskeramik (Installation) bei der XIXème Biennale Internationale de céramique contemporaine in Vallauris sowie eine Auszeichnung bei der 5. Internationalen Keramikbiennale 2007 in Kapfenberg.

## Einzelausstellungen (Auswahl)
- 2000 Hetjens-Museum
- 2002 Kunstverein Wunstorf
- 2004 „Neue Kunst im Altbau“, Museum Baden, Solingen
- 2006  „Gefüllte Räume“, GalerieN, Nienburg

## Ausstellungsbeteiligungen (Auswahl)
- 2003 57. Bergische Kunstausstellung 2003, Museum Baden[3]
- 2006 „gib acht!“, Museum Baden[4]
- 2009 63. Bergische Kunstausstellung, Galerie der Stadt Remscheid[5]